# 安科科略山
16°59′47″S 67°19′45″W / 16.99639°S 67.32917°W
安科科略山（Janq'u Qullu），是玻利維亞的山峰，位於該國西部拉巴斯省，屬於安第斯山脈中基姆薩克魯斯山脈的一部分，海拔高度5,460米，人類在1989年首次登頂。